# Genianthus macrophyllus
Genianthus macrophyllus là một loài thực vật có hoa trong họ La bố ma. Loài này được (Blume) Boerl. mô tả khoa học đầu tiên năm 1899.